# Sono keling
A sono keling vagy kelet-indiai paliszander Indiából, dél-ázsiából származó kemény lombos faanyag, paliszander, a Dalbergia latifolia fa értékes, dekoratív anyaga.
Egyéb kereskedelmi nevei: indian rosewood, palissandre des Indes, Ostindischer Palisander, shisham. A kelet-indiai paliszander elnevezést más fajokra is használják, mint például a Dalbergia sissoo.

## Az élő fa
Az indiai, dél-ázsiai trópusi alsó esőerdőkben terem, 20–25 m magas, lassú növekedésű fa. Gyakran a teakfával egy helyen nő. Ma már szinte csak a plantázsokban nevelt fát lehet kapni, a vad változat anyaga intenzívebb színű.

## A faanyag
Szíjácsa keskeny (2–4 cm), sárga, sárgásfehér. gesztje ibolyaszínbe hajló világosabb vagy sötétbarna. Sötétebb csíkok teszik a felületet dekoratívvá. Az edények nagy méretűek, szórtak. Frissen megmunkálva illatos.

## Felhasználása
SzárításKíméletes, lassú szárítással vetemedés nélkül szárítható. Repedés előfordul. Használat közbeni stabilitása jó.
MegmunkálásMinden szerszámmal jól megmunkálható, a mészzárványok erősen tompítják a szerszámokat. Gőzölve jól hajlítható. Késelni, furnérrá feldolgozni csak gőzölés, főzés után lehet.
RögzítésElőfúrással szegelhető, csavarozható. Jól ragasztható.
FelületkezelésA nagy likacsok miatt pórustömítés szükséges. A olajlakkok, poliészter- és alkidlakkok használata a fa tartalmi anyagai miatt előkezelés nélkül nem ajánlott. Eredeti színében használják fel, fény hatására a felület lassan fakul.
TartósságNagyon tartós, a geszt gombáknak, rovaroknak, termeszeknek ellenáll, a fúrókagyló károsítja.
Dekoratív késelt furnér, intarzia, parketta készül belőle, esztergályozásra, külső téri asztalosmunkákra alkalmas, hangszerkészítés céljára a rio paliszanderrel azonos szerepkörben használható.

## Lásd még
- Cocobolo
- Grenadilfa
- Rio paliszander